# (1854) Skvortsov
(1854) Skvortsov es un asteroide perteneciente al cinturón de asteroides descubierto el 22 de octubre de 1968 por Tamara Mijáilovna Smirnova desde el Observatorio Astrofísico de Crimea, Naúchni.

## Designación y nombre
Skvortsov fue designado al principio como 1968 UE1.
Más tarde, se nombró en honor del astrónomo ruso Evgueni Skvortsov (1882-1952), miembro del equipo del Observatorio de Simeiz.

## Características orbitales
Skvortsov está situado a una distancia media del Sol de 2,537 ua, pudiendo acercarse hasta 2,183 ua. Tiene una inclinación orbital de 4,899° y una excentricidad de 0,1396. Emplea 1476 días en completar una órbita alrededor del Sol.